# Fluoruro di lantanio
Il fluoruro di lantanio è il sale di lantanio dell'acido fluoridrico, di formula LaF3.
A temperatura ambiente si presenta come un solido da bianco a giallo inodore.

## Usi
In potenziometria, il fluoruro di lantanio è utilizzato negli elettrodi a membrana cristallina sensibili agli ioni F-: questi apparecchi non possono essere costruiti con la usuale membrana a vetro in quanto i fluoruri tendono a idrolizzare e a trasformarsi in acido fluoridrico, capace di trasformare il vetro in SiF4 (4HF + SiO2 => SiF4 + 2H2O). Il cristallo inorganico di LaF3 viene drogato anche con europio (presente per circa lo 0,3%) in modo da creare il movimento dei fluoruri. Vengono usati questi sali esotici in quanto lantanio ed europio sono atomi molto grossi, aventi quindi una nube elettronica facilmente deformabile. Un elettrodo a fluoruro di lantanio è in grado di rilevare concentrazioni di fluoruri non più basse di 10-6 M. Sotto questa soglia, LaF3 si scioglie e passa nella soluzione da analizzare, alterandone il titolo di fluoruri originario.